# Weissia semidiaphana
Weissia semidiaphana är en bladmossart som beskrevs av Robert Zander 1985. Weissia semidiaphana ingår i släktet krusmossor, och familjen Pottiaceae. Inga underarter finns listade i Catalogue of Life.